# جمع التذكارات البشرية

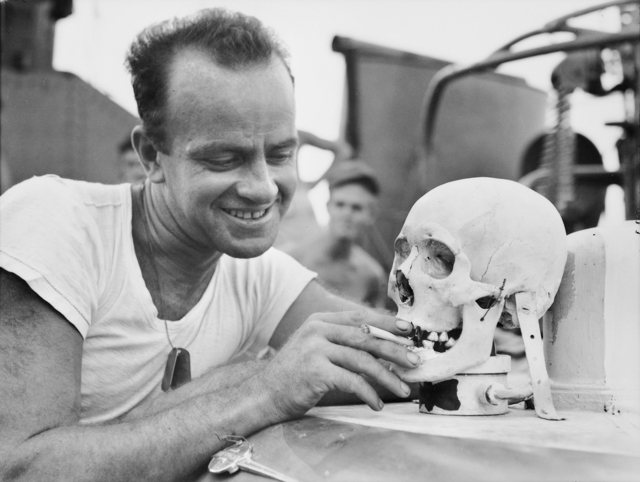
بحار أمريكي بجمجمة جندي ياباني خلال الحرب العالمية الثانية.

تتضمن ممارسة جمع التذكارات البشرية الحصول على أجزاء من جسم الإنسان كتذكار، وعادة ما تكون بمثابة غنيمة حرب. قد يكون القصد من إظهار الهيمنة على المتوفى (مثل أخذ فروة الرأس أو تشكيل قلائد من آذان أو أسنان مقطوعة)، أو إذلال أو تخويف العدو (مثل الرؤوس المنكمشة أو أكواب الجمجمة)، أو في بعض الحالات النادرة لإحياء ذكرى المتوفى (مثل تبجيل ذخائر القديسين). يمكن القيام بذلك لإثبات عدد الجثث في المعركة،  للتفاخر ببراعة الفرد وإنجازاته لأقرانه،  أو كرمز للمكانة الذكورية المتفوقة. كما تم وصف مجموعة القتلة المتسلسلين النفسيين لأجزاء أجساد ضحاياهم بأنها شكل من أشكال انتزاع الجوائز؛ يميز مكتب التحقيقات الفيدرالي بين التذكارات والجوائز في هذا الصدد.
في حين تضمنت العادات القديمة عمومًا دفن تذكارات الحرب البشرية جنبًا إلى جنب مع الجامع، فقد تم بيع هذه العناصر في العصر الحديث.

## تذكارات الهيمنة
تم ممارسة صيد الرؤوس عبر الأمريكتين وأوروبا وآسيا وأوقيانوسيا منذ آلاف السنين. ربط أحد تحليلات هذه الممارسة في مجتمعات أمريكا الشمالية المبكرة بالمسافة الاجتماعية عن الضحية. قامت مجموعات مثل السكيثيين بجمع جماجم المهزومين لصنع كأس جمجمة. استمرت هذه الممارسة حتى القرن العشرين في البلقان، وحدثت على نطاق أصغر خلال الحرب العالمية الثانية وحرب فيتنام. حوالي 60٪ من جثث الجنود اليابانيين التي انتشلت في جزر ماريانا وعادت إلى اليابان كانت تفتقر إلى الجماجم. 
في أمريكا الشمالية، كانت ممارسة شائعة قبل أو أثناء أو بعد قتل الأمريكيين من أصل أفريقي دون محاكمة أن يأخذ الأشخاص البيض المتورطون تذكارات مثل أجزاء الجسم والجلد والعظام وما إلى ذلك.
تم الحصول على التذكارات أيضًا أثناء غزو المستوطنين لأراضي السكان الأصليين. تم الحصول على فروة الرأس والجمجمة وعظام الرسغ لليتل كرو، قائد داكوتا خلال حرب داكوتا عام 1862 الذي توفي في أعقابها، وعُرضت لعقود في جمعية مينيسوتا التاريخية، وهي مؤسسة أنشأتها في الأصل حكومة إقليم مينيسوتا. في حالة أخرى مرتبطة بالنجاح في ساحة المعركة والتشويه الأمريكي لقتلى الحرب اليابانيين، حصل رئيس الولايات المتحدة فرانكلين روزفلت على هدية فتاحة رسائل من ذراع جندي ياباني من قبل الممثل الأمريكي فرانسيس والتر في عام 1944.  بعد دعوة من أبرشية الروم الكاثوليك في طوكيو لـ«احترام قوانين الإنسانية حتى في الحرب الشاملة» أمر روزفلت بإعادة القطعة إلى مرسلها وأوصى بدفنها بشكل صحيح.
بالإضافة إلى أجزاء الجسم البشري التي تظهر في المتاحف ومجموعات القطع الأثرية في السياق الصريح للغزو التاريخي، يتم تضمينها أيضًا لأسباب علمية مفترضة وفعلية، لا سيما العنصرية العلمية التي تؤسس مبررًا للهيمنة على الأجناس الخاضعة. تم تشويه جثة وليام لان، آخر رجل من سكان تسمانيا الأصليين، بعد وفاته في عام 1869 على يد ويليام كروثر  الذي أصبح فيما بعد رئيسًا لتسمانيا، وتم إرسال جمجمة لان إلى الكلية الملكية للجراحين لاثبات «التحسن الذي يحدث في العرق الأدنى عندما تتعرض لتأثيرات التعليم والحضارة» المزعوم. ثبت أن تشويه لان مثير للجدل إلى حد كبير في تسمانيا.
خلال الإبادة الجماعية للإمبراطورية الألمانية في جنوب غرب أفريقيا الألمانية في بداية القرن العشرين، تم الحصول على عينات من أجزاء الجسد الأفريقية ونقلها إلى المتاحف والمؤسسات الأكاديمية الألمانية، في بعض الحالات في أعقاب التجارب الطبية على الإنسان. في عام 2011، عندما أعيدت بعض هذه العناصر إلى ناميبيا الحالية، أشار عميد جامعة فرايبورغ إلى فترة اكتسابها باعتبارها «أحد الفصول المظلمة في تاريخ العلوم الأوروبية». في وقت لاحق من القرن، كانت مجموعة الهياكل العظمية اليهودية والموارد الطبية الأخرى نتيجة لبرامج التجارب البشرية في ألمانيا النازية وعناصر أخرى من الهولوكوست.

## تذكارات احتفالية
- تقوم طائفة أغوري الهندوسية في الهند بجمع البقايا البشرية التي تم تكريسها في نهر الجانج، وصنع أكواب جماجم أو باستخدام الجثث كأدوات للتأمل.
- يستخدم البوذيون التبتيون الكانجلنج، وهو بوق مصنوع من عظم فخذ بشري.
- حُول كيس الصفن لآخر ذكر من سكان تسمانيا الأصليين، ويليام لان، إلى كيس من التبغ بعد وفاته.[17]
- أثناء الغزوات اليابانية لكوريا (1592-1998)، أخذ الساموراي الياباني أنوف القتلى من الكوريين كغنائم وكدليل على القتل، تم تخليلها وإعادتها إلى اليابان ودفنها في مقابر الأنف.
- في كتاب والاس تيري، دماء: تاريخ شفهي لحرب فيتنام بقلم قدامى المحاربين السود، المتخصص هارولد براينت، مهندس قتالي في الجيش الأمريكي، فبراير 1966 - فبراير 1967: [18]

حسنًا، كان هؤلاء الرجال البيض أحيانًا يأخذون سلسلة علامات الكلاب ويملأونها بالأذان. لأسباب مختلفة. كانوا يخلعون الأذن للتأكد من أن الفيت كونغ قد مات ولتأكيد قتلهم. ولوضع بعض الشقوق على البنادق. إذا كنا نتحرك في الغابة، فإنهم يضعون الأذن الملطخة بالدماء على السلسلة ويلصقون الأذن في جيبهم ويستمرون في المضي قدما. لن تستغرق وقتًا حتى تجف. ثم عندما نعود، كانوا يعلقونها على الجدران بكوخنا، كما تعلمون، كتذكار. لكنها تفسد بعد فترة، وأخيراً جعلناهم يأخذونها.

## تجارة
تم بيع جماجم الكؤوس ذات النقوش العرقية المزعومة من الحقبة الاستعمارية على نطاق واسع عبر الإنترنت على منصات مختلفة. في عام 2005، صادرت إدارة الجمارك الماليزية الملكية 16 جمجمة بشرية عليها نقوش يُزعم أنها نشأت من شمال غرب مقاطعة كالمنتان الغربية، في مكان ما بين بونتياناك وحدود سراوق، وكانت متجهة إلى مشتر غير معروف في أستراليا. تم نقل هذه الجماجم المضبوطة إلى متحف ولاية سراوق في عام 2015.

## نشل الجثث
قد يتم نشل الجثث أحيانًا من أجل الاحتفاظ بجزء من الجسم كتذكار.